# Маринеско, Александр Иванович
Алекса́ндр Ива́нович Марине́ско (2 [15] января 1913 года, Одесса, Херсонская губерния, Российская империя — 25 ноября 1963 года, Ленинград, СССР) — советский моряк-подводник, капитан 3-го ранга, во время Великой Отечественной войны командовавший подводными лодками М-96 и С-13 Краснознамённого Балтийского флота ВМФ СССР. В 1941—1945 годах совершил шесть боевых походов, в ходе которых потопил два корабля противника общей вместимостью 40 144 брт и повредил ещё один. Является лидером по суммарному тоннажу уничтоженных кораблей противника среди советских подводников. Будучи командиром подводной лодки С-13, стал широко известен потоплением 30 января 1945 года плавказармы военно-морского флота нацистской Германии (бывшего лайнера) «Вильгельм Густлофф», в результате которого погибло, по разным оценкам, от 3700 до 9300 человек, подавляющее большинство из которых являлись беженцами. В ряде советских и современных российских публикаций уничтожение «Вильгельма Густлоффа» именуется «атакой века», а самого Александра Маринеско в них называют «подводником № 1».
Другим значительным успехом Александра Маринеско является уничтожение 9 февраля 1945 года крупного транспорта раненых (бывшего лайнера) «Штойбен», на котором погибло около 3500 человек, в основном раненых военнослужащих. В период службы Маринеско допускал многочисленные дисциплинарные нарушения, следствием чего стало его понижение в звании и должности вскоре после окончания войны, а затем — увольнение по собственному желанию с военно-морского флота. Послевоенная жизнь подводника не сложилась, он был дважды судим, испытывал большие материальные затруднения и рано умер. В 1990 году после общественной кампании Александру Маринеско было посмертно присвоено звание Героя Советского Союза.

## Детство и юность
Александр Маринеско родился 2 [15] января 1913 года в Одессе, в семье рабочих. Отец, Ион Маринеску (впоследствии Иван Алексеевич Маринеско), родился в Румынии и по национальности румын, с 7 лет остался сиротой и до совершеннолетия работал у помещиков. В 1893 году был призван на службу в румынский военный флот, где во время похода в море избил унтер-офицера и по возвращении на берег был посажен в карцер, откуда сбежал и перебрался в Российскую Империю. В дальнейшем работал на различных предприятиях Одессы кочегаром, слесарем и машинистом, сохраняя до 1924 года румынское подданство. Мать, Татьяна Михайловна Коваль, родом из Херсонской губернии, по национальности украинка, родилась в крестьянской семье, впоследствии служила домработницей по найму в Одессе, где и познакомилась с Ионом Маринеску. Национальность Александра Маринеско, в соответствии с большинством документов (послужная карта, аттестации, наградные листы и т. п.), — украинец. Помимо Александра, семья Маринеско также воспитывала дочь Валентину.
В 1917 году семья Маринеско переехала в Полтавскую губернию, вернувшись в Одессу в 1923 году. В 1926 году Александр Маринеско закончил учёбу в одесской трудовой школе № 36 (ныне школа № 105) и в том же году становится учеником матроса торгового флота. В 1927 году он поступил в школу юнг, которую окончил в 1930 году, получив квалификацию матроса 1 класса, в качестве которого два месяца плавал на пароходе «Ильич». В том же году поступил в Одесский морской техникум и, окончив его в 1933 году, получил профессию штурмана дальнего плавания. Во время учёбы проходил практику на пароходе «Ильич» и теплоходе «Варлаам Аванесов» Черноморского пароходства, при этом побывал во многих портах Европы и Ближнего Востока. С мая по октябрь 1933 года работал помощником капитана парохода «Красный Флот», осуществлявшего перевозки между портами Крыма и Кавказского побережья, получил благодарность командующего Черноморским флотом за спасение пограничного катера во время шторма. В ноябре 1932 года Маринеско женился на Нине Ильиничне Карюхиной, в октябре 1933 года у них родилась дочь Леонора.

## Воинская служба в 1933—1941 годах
В октябре 1933 года Александр Маринеско был призван для несения воинской службы и направлен на обучение в Специальные классы командного состава ВМС РККА в Ленинграде. Решение о службе в военно-морском флоте не было для Маринеско добровольным, его желанием было продолжить службу на торговом флоте, и аспекты начавшейся воинской службы, связанные с её жёсткой регламентацией и повышенными требованиями к дисциплине, его тяготили. Окончив курсы, в ноябре 1934 года Александр Маринеско был назначен командиром штурманского сектора (БЧ-1) подводной лодки Щ-306 («Пикша») Балтийского флота. Назначение на столь высокую для выпускника годичных курсов должность объяснялось имевшимся тогда в подводном флоте РККА жестоким кадровым голодом, причиной которого стало массовое вступление в строй новых подводных лодок. В марте 1936 года в связи с введением персональных воинских званий Маринеско получил звание лейтенанта. В ноябре 1937 года Маринеско был направлен на годичное обучение в Учебный отряд подводного плавания, готовивший помощников командиров подводных лодок. 16 июля 1938 года в ходе кампании по «чистке» в РККА он был демобилизован (вероятно, в связи с румынским происхождением отца), но уже 7 августа того же года восстановлен на военно-морской службе и направлен для продолжения учёбы. После завершения обучения в ноябре 1938 года получил звание старшего лейтенанта и был назначен помощником командира на подводную лодку Л-1, а в мае 1939 года — командиром на тот момент ещё строившейся подводной лодки М-96. В 1939 году М-96 под командованием Маринеско прошла испытания и была зачислена в состав флота.
В 1940 году М-96 занималась боевой подготовкой, участия в советско-финляндской войне не принимала. По итогам 1940 года М-96 стала лучшей подводной лодкой по огневой подготовке в 3-й бригаде подводных лодок и одной из лучших в Балтийском флоте, а Маринеско за отличное управление торпедной стрельбой приказом наркома ВМФ СССР Н. Г. Кузнецова был награждён золотыми часами. Кроме того, в марте 1940 года Маринеско был принят кандидатом в члены ВКП(б), а в ноябре того же года ему было присвоено звание капитан-лейтенанта, по итогам года он получил положительную аттестацию командира 26-го дивизиона подводных лодок Е. Г. Юнакова с рекомендацией о назначении командиром на более крупную подводную лодку типа «C». Не обошлось и без инцидентов — в феврале 1940 года Маринеско бросил непогашенный окурок в замусоренный угол каюты своего друга, командира М-97 Александра Мыльникова, в результате чего произошёл пожар, а в сентябре того же года бездействие Маринеско стало одной из причин столкновения М-96 с катером; по каждому из этих случаев Маринеско были объявлены выговоры. 29 мая 1941 года, когда М-96 базировалась в Таллине, Маринеско вместе со старшиной группы электриков подлодки (и одновременно секретарём партийной организации) Старостиным выпивали в ресторане, после чего устроили драку с эстонцами и явились на подводную лодку только в 12 часов дня, с опозданием на 4 часа, причём Маринеско — в состоянии сильного опьянения. При этом М-96 в 10 утра должна была выйти в море, но из-за отсутствия командира выход был сорван. В результате Маринеско был лишён процентной надбавки за выслугу лет сроком на три месяца, а Старостин снят с должности секретаря парторганизации.

## Боевой путь

### Начало войны
К началу Великой Отечественной войны М-96 являлась одной из двух подлодок Балтийского флота, находившихся в 1 линии, куда зачислялись корабли, прошедшие полный курс боевой подготовки. 14—21 июня 1941 года подлодка находилась в дозоре в устье Финского залива, где наблюдала активное движение немецких транспортов, уходящих из Финляндии. 22 июня М-96 под командованием Маринеско была перебазирована из Ханко в Палдиски, при этом во время перехода по вине личного состава подлодки произошла авария дизельного двигателя. Далее подлодка была на буксире перебазирована в Таллин, где прошла ремонт двигателя, затем в Усть-Лугу (где занималась боевой подготовкой) и 19 июля прибыла в бухту Триги (остров Сарема), где поступила в распоряжение штаба Береговой обороны Балтийского района (БОБР). 22—29 июля 1941 года М-96 совершила короткий боевой выход на позицию в Рижском заливе, который в связи с отсутствием у немцев в этом районе значимого судоходства окончился безрезультатно, подлодка встреч с противником не имела. 30 июля произошла новая авария в двигательной установке, и М-96 была отправлена на ремонт в Ленинград. В августе 1941 года было принято решение перебросить М-90 и М-96 по железной дороге на специальных транспортёрах в Каспийское море, для использования в качестве учебных подлодок при эвакуированном в Махачкалу Учебном отряде подводного плавания. Была начата подготовка к переброске, в частности с лодки выгрузили механизмы, но начавшаяся в сентябре блокада Ленинграда сделала переброску невозможной. К 10 ноября М-96 была возвращена в боеготовое состояние, но принять участие в осенних походах лодка уже не могла. Осенью 1941 года, в связи с неудачным началом войны и приближением противника к Ленинграду, дисциплина на подводных лодках Балтийского флота упала, начали высказываться пораженческие настроения и критика командования, причём этот процесс затронул как экипажи, так и командиров кораблей. Не стала исключением и М-96, в экипаже которой, согласно политдонесению, процветало пьянство, а Маринеско организовал среди офицеров дивизиона подлодок карточные игры на деньги. С целью восстановления дисциплины в сентябре — октябре 1941 года были преданы суду восемь командиров и политработников бригады подводных лодок, причём четверо из них были приговорены к расстрелу. К партийной ответственности были привлечены 23 командира и политработника, включая Маринеско, исключённого из кандидатов в члены ВКП(б) «за систематическую пьянку, развал дисциплины, отсутствие воспитательной работы, неискреннее признание своих ошибок».

### Второй боевой поход
Зиму 1942 года М-96 вместе с другими подлодками дивизиона встретила на Малой Неве, в районе Тучковой набережной. 14 февраля 1942 года район размещения подлодок был обстрелян осадной артиллерией противника, крупнокалиберный снаряд разорвался в непосредственной близости от М-96, в результате на стыке 4 и 5 отсеков образовалась крупная (размером 150×130 см) пробоина, через которую оба отсека были затоплены. Подлодку удалось удержать на плаву, быстро подвести пластырь и откачать воду, но в результате затопления было выведено из строя всё оборудование отсеков. Потребовался продолжительный ремонт, который был завершён в июле 1942 года. 12 августа 1942 года М-96 под командованием Маринеско вышла в боевой поход с острова Лавенсаари в район Финского залива между Таллином и Хельсинки. 14 августа 1942 года Маринеско обнаружил немецкий конвой, состоявший, согласно его наблюдениям, из транспорта водоизмещением 7000 т, двух шхун водоизмещением по 1500 т и трёх сторожевых катеров. Выйдя в атаку, М-96 выпустила из подводного положения с дистанции 12 кабельтовых одну торпеду, через минуту после этого, по докладу Маринеско, был слышен звук взрыва. Согласно наблюдениям командира лодки, он видел большой транспорт, стоявший с дифферентом на нос и гребными винтами над водой. После атаки подлодка слишком рано продула цистерну быстрого погружения, в результате выскочила на глубину 3-4 м, показав на поверхности воды рубку, и была обнаружена и атакована противником. Немецкие корабли обстреляли район расположения М-96 из артиллерии и сбросили 11 глубинных бомб, не причинивших подлодке существенных повреждений. Согласно немецким документам, объектом атаки М-96 стал конвой в составе транспортов «Порто Алегре» (вместимостью 6104 брт), «Локки» (60 брт), танкера «Маргарета» (550 брт) в сопровождении тяжёлых плавбатарей «Хелене» и «Вест». Корабли конвоя своевременно обнаружили торпеду и уклонились от неё, в ответ безуспешно атаковав подлодку, после чего конвой без потерь прибыл в Таллин. 16 августа Маринеско, согласно его докладу, обнаружил конвой в составе четырёх транспортов водоизмещением по 300—600 т и двух шхун водоизмещением по 100 т, начал маневрирование для атаки, но в итоге от пуска торпеды отказался, посчитав цель слишком незначительной. 19 августа, учитывая малый запас топлива и патронов для регенерации, Маринеско принял решение о досрочном возвращении из похода, не дав об этом радиограммы командованию. 22 августа М-96 подошла к острову Лавенсаари и после всплытия была обстреляна двумя советскими сторожевыми катерами, не осведомлёнными заранее о её присутствии и принявшими её за подлодку противника. Маринеско отдал приказ на срочное погружение, после чего катера сбросили на подлодку две глубинные бомбы. Затем М-96 повторно всплыла и была вновь обстреляна катерами, которые вскоре опознали подлодку и прекратили огонь. Никаких повреждений в результате этого инцидента М-96 не получила и 25 августа прибыла в Кронштадт. Во время похода М-96 форсировала минные заграждения (о большинстве которых командиру лодки даже не было известно) 39 раз, коснулась минрепа, но, благодаря грамотным действиям командира, избежала подрыва. Однотипные подводные лодки М-95 и М-97, ходившие по тому же маршруту до и после М-96, погибли, подорвавшись на минах. По итогам боевого похода советское командование засчитало М-96 потопление транспорта противника, Маринеско был награждён орденом Ленина и повторно принят кандидатом в члены ВКП(б).

### Третий боевой поход
С 8 по 12 ноября 1942 года М-96 совершила ещё один боевой поход в Нарвский залив для высадки разведывательной группы штаба Балтийского флота. Задачей группы был захват пленного и некоей вражеской аппаратуры (встречающиеся в литературе упоминания о том, что разведгруппа совершила налёт на штаб немецкого полка с целью захвата шифровальной машины «Энигма», документально не подтверждены). Разведгруппа в составе пяти человек была высажена с М-96 вечером 9 ноября со второй попытки — при первой одну из лодок перевернуло, находившегося в ней разведчика удалось спасти, но пришлось оставить на подлодке. Вернулась группа через несколько часов с пленным эстонцем и специальной аппаратурой, но в момент приближения к подлодке одну из шлюпок перевернуло волной, в результате трое разведчиков-эстонцев и пленный утонули, на борт М-96 в итоге попали двое разведчиков и аппаратура. В ходе похода М-96 пересекла 17 линий мин и дважды касалась минрепов. За выполнение боевой задачи Маринеско был представлен командованием дивизиона подводных лодок к награждению орденом Красного Знамени, но представление реализовано не было; кроме того, 23 ноября 1942 года Маринеско было присвоено звание капитана 3-го ранга. В характеристике за 1942 год, составленной командиром дивизиона подводных лодок П. А. Сидоренко, командир М-96 характеризовался положительно и рекомендовался для назначения командиром более крупной подлодки, хотя и отмечалось, что Маринеско «на берегу склонен к частым выпивкам».

### Командир С-13
В апреле 1943 года Маринеско был назначен командиром подводной лодки С-13, предыдущий командир которой, П. П. Маланченко, был снят с должности после инцидента со взрывом пороха в гильзе одного из 100-мм патронов в ходе артиллерийских учений, в результате чего погиб краснофлотец. К середине 1943 года противником была создана мощная система противолодочных минно-сетевых заграждений, перегораживающих Финский залив, в результате попыток прорыва которой в 1943 году погибло несколько советских подводных лодок. Убедившись в непреодолимости заграждений, советское командование временно прекратило подводную войну на Балтийском море, вследствие чего в 1943 году С-13 в боевые походы не выходила, занимаясь боевой подготовкой. За новым командиром подлодки вновь фиксировались случаи нарушения дисциплины и аморального поведения — в течение года Маринеско дважды привлекался к партийной ответственности за пьянку и самовольную отлучку, был арестован на двое суток с содержанием на гауптвахте за халатность по службе. В политдонесении отмечалось, что Маринеско систематически пьёт и при наличии семьи имеет отношения с другими женщинами. В своих послевоенных биографиях Маринеско указывал, что фактически не жил с семьёй с 1939 года; весной 1944 года в Ленинград из эвакуации вернулась семья Маринеско, но вскоре его жена узнала, что муж в её отсутствие жил с другой женщиной, что ещё больше ухудшило отношения между супругами.

### Четвёртый боевой поход
Большую часть 1944 года С-13 провела, занимаясь ремонтом и боевой подготовкой, за высокий уровень проведения которых Маринеско дважды представлялся к награждению орденом Красной Звезды, но представления реализованы не были из-за позиции вышестоящего командования, считавшего возможным награждения только по итогам боевой работы. В августе 1944 года Маринеско был принят в члены ВКП(б). После выхода Финляндии из войны советские подводные лодки получили возможность проникать в Балтийское море, и 1 октября С-13 под командованием Маринеско вышла из Кронштадта в боевой поход на позицию в районе полуострова Хель. Ночью 9 октября Маринеско обнаружил цель, которую он идентифицировал как транспорт водоизмещением 5000 брт. Сблизившись с целью в надводном положении до дистанции 4 кабельтова, С-13 выпустила три торпеды, но попаданий не достигла, после этого Маринеско выпустил по транспорту последнюю остававшуюся в носовых торпедных аппаратах торпеду и вновь промахнулся. Маринеско решил уничтожить транспорт артиллерийским огнём, в ходе которого было израсходовано 39 снарядов калибром 100-мм и 15 снарядов калибром 45-мм. После попаданий снарядов транспорт, по наблюдениям Маринеско, загорелся и начал тонуть, после чего командир подлодки посчитал задачу выполненной и покинул место боя. Согласно немецким документам, объектом атаки С-13 стал грузовой пароход «Зигфрид» вместимостью 563 брт. В результате артиллерийского обстрела с подлодки он получил повреждения, один человек из команды был ранен. Попадания снарядов вызвали течь, что вынудило выбросить пароход на мель, с которой он вскоре был снят, отремонтирован и продолжал эксплуатироваться до 1954 года. 10 октября Маринеско обнаружил транспорт водоизмещением 300 брт, от атаки которого отказался в связи с небольшими размерами цели. В ходе этого похода С-13 ещё трижды обнаруживала шумы винтов транспортов, но визуально обнаружить их и выйти в атаку не смогла. 12 октября по докладу Маринеско С-13 была атакована немецкой подводной лодкой, что не подтверждается немецкими документами. Кроме того, в результате плохой работы шифровальщика С-13 дважды занимала не те позиции, которые ей предписано было патрулировать. Поход завершился 11 ноября с прибытием С-13 в Ханко. Итоги похода были оценены командованием дивизиона и бригады подводных лодок как удовлетворительные, положительно отмечалось смелое решение о применении артиллерии, отрицательно — грубые ошибки в определении параметров движения цели, приведшие к двойному промаху, а также недостаточная настойчивость в поиске транспортов противника после их обнаружения шумопеленгатором. Согласно заключению штаба Балтийского флота, «отдельные командиры ПЛ (Д-2, Щ-407, С-13, „Лембит“, Щ-318) в первых походах действовали исключительно пассивно, противника не искали, на обстановку своевременно не реагировали, держались вдали берегов и благодаря этому давали возможность противнику уходить безнаказанно». Тем не менее за данный поход Маринеско в ноябре 1944 года был награждён орденом Красного Знамени.

### Дисциплинарные нарушения в ноябре 1944 — январе 1945 годов
С 19 ноября по 22 декабря 1944 года С-13 базировалась на Хельсинки, где прошла ремонт, затем перешла в Ханко. В этот период командиру подлодки был предоставлен отпуск в Кронштадт для свидания с семьёй, по возвращении из которого Маринеско совершил грубые дисциплинарные проступки. 11 декабря он, будучи в нетрезвом состоянии, привёл в свою каюту на плавбазе «Иртыш» финскую женщину (матроса, члена экипажа финского танкера), с которой провёл ночь. На следующий день, также будучи пьяным, Маринеско ночью зашёл в каюту женщины-врача на плавбазе, после чего ударил начальника санитарной службы, попросившего его удалиться из каюты. Согласно политдонесению, Маринеско в ноябре-декабре 1944 года уделял мало внимания воспитанию личного состава С-13, часто не знал, что происходит на подлодке, много выпивал. Следствием этого стали нарушения дисциплины со стороны экипажа С-13 — пьянство, самовольные отлучки, связи с финскими женщинами. 29 декабря состоялось заседание партийной комиссии бригады, на которой было разобрано поведение Маринеско, и ему был объявлен выговор с занесением в учётную карточку, причём Маринеско дал слово исправиться и более не допускать подобных фактов. К положительной боевой характеристике на Маринеско, составленной командиром дивизиона подводных лодок А. Е. Орлом, командиром бригады подводных лодок С.Б. Верховским было приложено заключение о необходимости указать на продолжающиеся случаи аморальных явлений.
5 января 1945 года Маринеско вместе с командиром плавбазы «Смольный» В. С. Лобановым совершил самовольную отлучку в Ханко. По версии самого Маринеско, он в течение двух дней «гулял» со шведкой — хозяйкой ресторана, что не подтверждается документами, согласно которым Маринеско и Лобанов выпивали в компании финской женщины, ранее работавшей уборщицей на плавбазе «Смольный» и незадолго до этого уволенной. Грубый дисциплинарный проступок Маринеско, к тому же совершённый сразу после его обещаний не повторять подобного, вызвал резкую реакцию командования Балтийского флота, которое приняло решение отстранить Лобанова и Маринеско от командования и предать их суду военного трибунала. Согласно действовавшему на тот момент Уголовному кодексу РСФСР, самовольная отлучка с места службы в военное время приравнивалась к побегу и предусматривала наказание вплоть до высшей меры наказания в виде расстрела. Лобанов был осуждён трибуналом на пять лет лагерей с заменой заключения на отправку в штрафбат, но в связи с нехваткой офицерского состава был оставлен в должности командира плавбазы. По ходатайству Маринеско, обещавшего искупить вину в бою, командующий Балтийским флотом В. Ф. Трибуц принял решение перенести суд на дату после возвращения С-13 из очередного боевого похода и учесть результаты похода. Такое решение было связано с тем фактом, что быстро заменить командира С-13 не представлялось возможным. В результате Маринеско был максимально мотивирован на боевой успех, а С-13 фактически стала единственной «штрафной» подлодкой советского флота. Легенда, согласно которой такое решение Трибуц принял после обращения команды лодки, якобы отказавшейся выходить в море с другим командиром, каких-либо документальных подтверждений не имеет.

### Пятый боевой поход
11 января С-13 вышла в очередной боевой поход и 13 января прибыла на позицию, выбранную командованием очень удачно — она перекрывала пути из Данцигской бухты на запад. При этом во второй половине января 1945 года началась операция «Ганнибал» по вывозу населения Восточной Пруссии, одновременно проводились вывоз из Курляндии восьми дивизий, эвакуация гарнизона Мемеля, передислокация большого количества недостроенных и ремонтируемых кораблей из Кёнигсберга и Пиллау в германские порты, расположенные в западной части Балтийского моря, а также перевод на запад соединений учебных флотилий подводных лодок и многочисленных вспомогательных кораблей кригсмарине. Сил и средств для обеспечения столь масштабных перевозок действенной противолодочной защитой не было, в результате в районе действия С-13 оказалось огромное количество целей, часть из которых передвигались с недостаточным эскортом или вообще без такового. Некоторые корабли и подводные лодки вообще не имели хода и перемещались на буксире. Кроме того, действиям С-13 благоприятствовал тот факт, что в районе её патрулирования находилось большое количество немецких подводных лодок, переходивших в новые места дислокации либо выполнявших учебные задачи, вследствие чего немецкие корабли, обнаружив подводную лодку и будучи неуверенными в её принадлежности, действовали нерешительно и вместо немедленного открытия огня сначала запрашивали позывные, что позволяло С-13 уклоняться и оставаться не атакованной.
Первые контакты с противником произошли ночью 21 января, когда Маринеско обнаружил немецкие дозорные корабли и катера, в том числе подводную лодку, которую он принял за дозорный корабль. Немецкая подлодка также обнаружила С-13 и, приняв её за свою подводную лодку, дала опознавательный сигнал, после чего С-13 (находившаяся, как и немецкая подлодка, в надводном положении) отвернула и ушла. Вскоре после этого Маринеско обнаружил транспорт, но, учитывая наличие вблизи дозорных кораблей, от атаки отказался. В ночь с 22 на 23 января был обнаружен ещё один конвой, состоявший, по наблюдениям Маринеско, из трёх танкеров в сопровождении двух миноносцев. Маринеско дважды пытался выйти в атаку в надводном положении, но каждый раз был обнаружен кораблями охранения, запрашивавшими опознавательные, и от атаки отказался. Днём 24 января С-13 обнаружила крупный транспорт, атаковать который Маринеско не смог из-за неблагоприятного курсового угла. Днём 25 января был обнаружен шум винтов транспорта, который в условиях плохой видимости наблюдением в перископ найти не удалось. 29 января ночью Маринеско обнаружил цель, идентифицированную им как транспорт водоизмещением 2000 т, который в свою очередь также обнаружил С-13 и обстрелял её из автоматической пушки, после чего командир советской подлодки принял решение отказаться от атаки, погрузиться и отойти. Согласно немецким документам, в указанном случае С-13 наткнулась на подводную лодку U-539, рядом с которой находилась аварийная, не имевшая хода подлодка U-1223.

#### Потопление «Вильгельма Густлоффа»

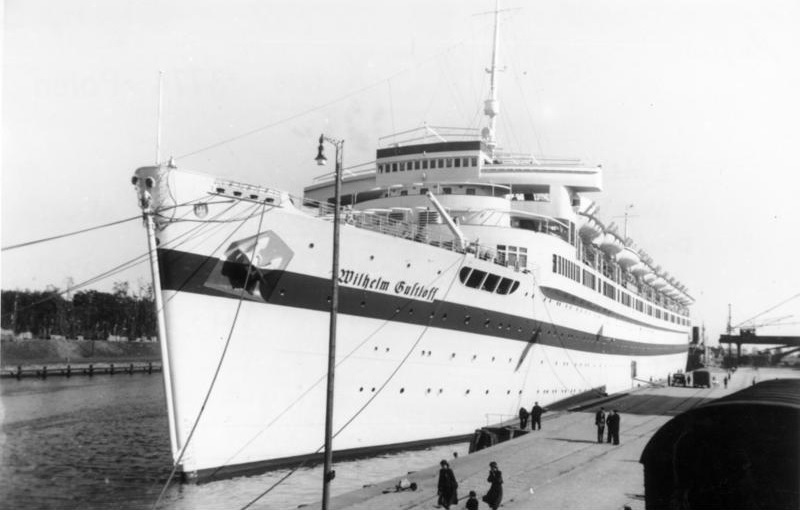
«Вильгельм Густлофф» в 1940 году

Схема маневрирования С-13 во время атаки «Вильгельма Густлоффа» 30 января 1945 года

30 января 1945 года С-13 атаковала и потопила плавказарму 2-й учебной дивизии подводных лодок военного флота Германии (бывший лайнер) «Вильгельм Густлофф» (вместимостью 25 484 брт). Плавказарма шла из Готенхафена в сопровождении миноносца «Лёве» и была обнаружена С-13, находившейся в надводном положении, в 21:10. Условия атаки были благоприятны для С-13 — «Вильгельм Густлофф» шёл прямым курсом постоянной скоростью без противолодочного манёвра, с включёнными ходовыми огнями, при этом подводная лодка двигалась контркурсом (параллельным курсом в противоположном направлении). Миноносец «Лёве» отстал (не наблюдался с С-13 после 21:25), кроме того, его гидроакустическое оборудование было неработоспособно из-за повреждения антенны льдиной; таким образом «Вильгельм Густлофф» шёл практически без охранения. Погодные условия также были вполне приемлемыми — скорость ветра и волнение составляли 3-4 балла (умеренный ветер и волнение). Тем не менее Маринеско слишком долго определял параметры движения цели, в результате упустив возможность атаки на сближающихся курсах — цель обогнала С-13 раньше, чем она сблизилась с ней на дальность хода торпед. В 21:55 С-13 легла на параллельный с целью курс и, развив скорость 18 узлов («Вильгельм Густлофф», по разным данным, двигался со скоростью 12—15 узлов), начала постепенно обгонять корабль противника. Погоня продолжалась больше часа, в 23:05 подлодка легла на боевой курс и через четыре минуты выпустила три торпеды из носовых торпедных аппаратов с дистанции 4,5 кабельтовых. Все торпеды попали в цель, после чего Маринеско продолжил наблюдать результаты атаки, пока в 23:10 не обнаружил свет прожектора приближающегося корабля (которым был «Лёве»), после чего С-13 погрузилась и стала медленно удаляться от торпедированного судна. Миноносец не обнаружил подлодку и занялся спасательными работами. В 00:00 31 января к гибнущему «Густлоффу» подошли тяжёлый крейсер «Адмирал Хиппер» и миноносец Т-36. Подводная лодка крейсер не обнаружила, зато имевший гидролокатор миноносец Т-36 установил гидроакустический контакт с С-13, после чего «Адмирал Хиппер», опасаясь её атаки, отказался от участия в спасательных работах и ушёл на запад. В 00:10 «Вильгельм Густлофф» затонул, а в 00:47 гидроакустик Т-36 ошибочно зафиксировал наличие ещё одной подводной лодки, якобы сближающейся с миноносцем. Чтобы отогнать её, Т-36 сбросил 12 глубинных бомб на большом расстоянии от С-13, которая всё это время продолжала медленно удаляться в подводном положении.
«Вильгельм Густлофф» стал крупнейшим судном, потопленным советскими подводными лодками (и советским военно-морским флотом в целом). Точное количество человек, находившихся на «Вильгельме Густлоффе» и погибших в результате атаки С-13, является предметом дискуссии, что связано с разночтениями относительно числа беженцев, принятых на его борт. Согласно радиограмме, переданной кораблём незадолго до выхода, и документам, на борту «Вильгельма Густлоффа» находились 4922 человека: 918 курсантов, унтер-офицеров и офицеров 2-го батальона 2-й учебной дивизии подводных лодок, 173 члена экипажа корабля, 373 женщины вспомогательного морского корпуса, 73 тяжелораненых военнослужащих и 3385 беженцев, главным образом старики, женщины и дети. Согласно сведениям немецкого историка Хайнца Шёна (бывшего помощника капитана «Вильгельма Густлоффа», выжившего при гибели корабля), уже после передачи радиограммы на борт было принято ещё 89 раненых и 500—600 беженцев, что увеличивает общее количество находящихся на борту до примерно 5600 человек. Наконец, согласно свидетельству санитарного обер-фенриха Вольдемара Терреса, ведавшего на корабле учётом прибывших на борт людей, всего на «Вильгельм Густлофф» было принято 8956 беженцев, соответственно общее количество находившихся на борту корабля увеличивается до 10 582 человек; однако, документальных подтверждений эта цифра не имеет.
Из находившихся на борту корабля были спасены 1252 человека, 13 из которых в результате сильного переохлаждения вскоре скончались. Таким образом, пережили гибель корабля 1239 человек, в том числе 528 подводников 2-й учебной дивизии подводных лодок, 83 члена экипажа, 123 женщины вспомогательного морского корпуса, 86 раненных военнослужащих и 419 беженцев. Погибли 3700—9300 человек, подавляющее большинство из которых являлись беженцами. С юридической точки зрения, «Вильгельм Густлофф» являлся вооружённым кораблём военно-морского флота, на который разрешили подняться беженцам, и представлял собой законную военную цель.

#### Потопление «Штойбена»

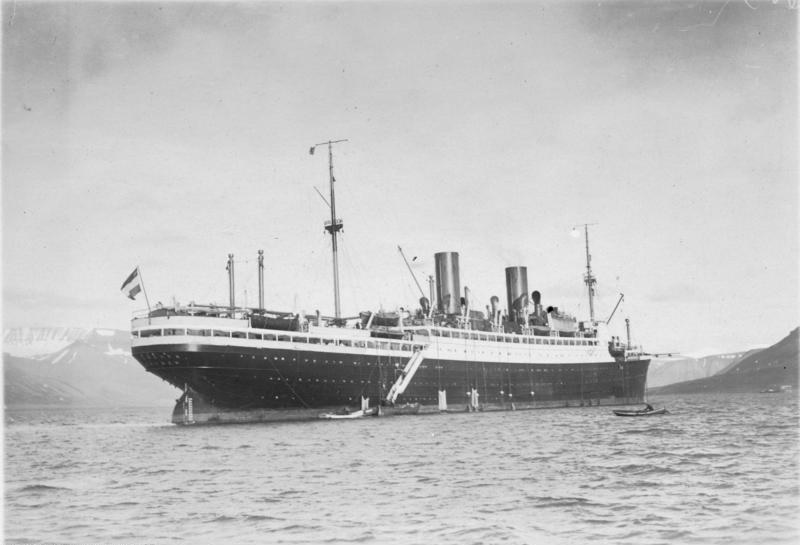
«Штойбен» в 1925 году

Схема маневрирования С-13 во время атаки «Штойбена» 9-10 февраля 1945 года

Утром 1 февраля С-13 сначала по шумопеленгатору, а затем и визуально обнаружила конвой в составе двух транспортов и сторожевого корабля и начала маневрирование для атаки, но вскоре отказалась от неё вследствие неблагоприятного курсового угла на цель (конвой был обнаружен слишком поздно, и подводная лодка не успевала с ним сблизиться). По заключению командира 1-го дивизиона подводных лодок Балтийского флота Александра Орла, причиной срыва атаки являлось плохая работа шумопеленгатора и редкий осмотр горизонта в перископ. В ночь с 2 на 3 февраля С-13, находясь в надводном положении, обнаружила конвой противника (сначала шумопеленгатором, а затем и визуально), вышла в атаку, но была замечена кораблём охранения, запросившим опознавательный сигнал, после чего Маринеско отказался от атаки, а немецкие корабли С-13 не преследовали. Через три часа ситуация повторилась — подводная лодка обнаружила отряд боевых кораблей, вышла в атаку, но была замечена и после запроса опознавательного сигнала отказалась от атаки. Маринеско полагал, что отряд состоял из двух эсминцев и двух сторожевых кораблей, фактически же С-13 вошла в контакт с лёгким крейсером «Эмден» (перевозившим из Пиллау в Киль гроб с телом генерал-фельдмаршала Гинденбурга) в сопровождении миноносца Т-11 (который и обнаружил подлодку). В 11 часов утра 5 февраля С-13, находясь в подводном положении, обнаружила крупный конвой из семи транспортов и вышла в атаку, но из-за неблагоприятного маневрирования кораблей охранения и транспортов в итоге потеряла возможность атаковать; по мнению Александра Орла, в этом случае следовало дать полный торпедный залп с предельной дистанции. Ночью 6 февраля, двигаясь в надводном положении, С-13 наткнулась на немецкую учебную подводную лодку U-1303, обнаружив её с небольшой дистанции (по докладу Маринеско — с 5 кабельтовых, то есть менее километра). Маринеско, не пытаясь атаковать противника, уклонился от немецкой подлодки, которая обнаружила С-13 и, не получив ответа на опознавательный сигнал, безуспешно обстреляла её из 20-мм автоматической пушки. По немецким данным, минимальная дистанция сближения подлодок составила всего 100 м, что позволило немецкому командиру хорошо разглядеть С-13 и оставить её подробное описание.
Поздно вечером 9 февраля, находясь в надводном положении, С-13 по шумопеленгатору обнаружила корабли противника, которые Маринеско идентифицировал как лёгкий крейсер «Эмден» в сопровождении трёх миноносцев, и начала сближение для атаки. Фактически, советская подводная лодка обнаружила транспорт для раненых «Штойбен» (бывший лайнер «Генерал Штойбен» вместимостью 14 660 брт) в сопровождении старого миноносца Т-196 и учебного торпедного корабля TS-1. По сравнению с потоплением «Вильгельма Густлоффа» условия для атаки были гораздо сложнее — «Штойбен» шёл в охранении боевых кораблей, с погашенными огнями (кроме кормового), со скоростью 16 узлов и переменными курсами. Маринеско преследовал немецкие корабли более четырёх часов, причём значительную часть этого времени не наблюдая противника визуально и ориентируясь на данные шумопеленгатора, для обеспечения работы которого подводная лодка была вынуждена периодически сбрасывать ход. Наконец, в 02.50 10 февраля С-13 с дистанции 12 кабельтовых выпустила по «Штойбену» две торпеды из кормовых торпедных аппаратов. Из них попала только одна, но и этого для старого корабля оказалось достаточно, и через полтора часа «Штойбен» затонул (при этом немцы не обнаружили С-13 и посчитали, что корабль подорвался на мине). На «Штойбене» находились около 4200 человек — 2680 раненых военнослужащих (из них 1467 лежачих и 1213 сидячих), 800—900 беженцев, 270 человек военного медицинского персонала, 12 медсестёр немецкого Красного Креста, 100 военнослужащих-пассажиров, 64 зенитчика, 61 человек военной команды судна и 160 человек гражданского экипажа. Из них удалось спасти, по разным данным, от 658 до 749 человек. Как и «Вильгельм Густлофф», вооружённый и сопровождаемый эскортом из боевых кораблей «Штойбен» представлял собой законную военную цель.

#### Возвращение С-13 и оценка похода командованием
13 февраля в связи с израсходованием топлива С-13 прекратила патрулирование на позиции и направилась в Турку, куда и прибыла два дня спустя. При этом, по докладу Маринеско, С-13 дважды преследовалась находящейся в подводном положении подлодкой противника, которой, тем не менее, выпустить торпеды не удалось. Всего за боевой поход С-13 имела 12 контактов с потенциальными целями, совершила две торпедных атаки (обе удачные); при этом, за время нахождения С-13 на боевой позиции через район её патрулирования прошло более 100 кораблей и судов противника, большая часть из которых подлодкой не были обнаружены. Из сообщений шведской и финской прессы советское командование быстро узнало о названии потопленного С-13 лайнера и расценило его уничтожение как выдающийся боевой успех. Вопрос о придании Маринеско военному трибуналу был снят с повестки дня. Более того, командир 1-го дивизиона подводных лодок Балтийского флота Александр Орёл уже 20 февраля подготовил наградной лист о присвоении Маринеско звания Героя Советского Союза. Однако временно исполняющий обязанности командира бригады подводных лодок Балтийского флота Л. А. Курников понизил уровень награды, заменив её на орден Красного Знамени; одновременно на степень ниже понижались награды и для экипажа подводной лодки. Вероятно, при принятии этого решения Курников учитывал предыдущие дисциплинарные нарушения Маринеско; также документы содержат ссылки на то, что награждение Маринеско званием Героя Советского Союза было не отменено, а отложено рассмотрением до возвращения С-13 из следующего боевого похода. Кроме того, в марте 1945 года подводная лодка С-13 была награждена орденом Красного Знамени.

### Шестой боевой поход
В шестой боевой поход С-13 вышла 20 апреля 1945 года, при этом на борту подводной лодки находился начальник отдела подводного плавания штаба Балтийского флота контр-адмирал А. М. Стеценко. До 27 апреля подводная лодка находилась на позиции, расположенной в 75 милях юго-восточнее маяка Фаульден, с 27 апреля до 7 мая — у банки Штольпе (перекрывая коммуникации из Данцигской бухты), с 8 по 11 мая — на западных подходах к Либаве и Виндаве, с 11 мая — южнее острова Борнхольм. Позиции были выбраны достаточно удачно — в этот момент велась массовая эвакуация по морю немецких войск из Курляндии и прижатых к морю анклавов на берегу Данцигской бухты, и через район патрулирования С-13 проходили десятки кораблей и судов. В частности вечером 8 мая — утром 9 мая из Либавы и Виндавы вышло шесть конвоев (в общей сложности 139 кораблей и судов), перевозивших в Германию более 25 тысяч солдат и офицеров курляндской группировки. Первый контакт с противником произошёл поздно вечером 24 апреля. С-13 находилась в подводном положении и обнаружила шум винтов транспорта. После того как С-13 всплыла в надводное положение для выхода в атаку Маринеско не смог открыть верхний рубочный люк, что привело к срыву атаки, поскольку увидеть что-либо в ночное время через перископ было затруднительно. Через несколько часов находящаяся в надводном положении С-13 была, по докладу Маринеско, безуспешно атакована немецкой подводной лодкой, выпустившей две торпеды. Эта и последующие атаки немецких подводных лодок, упомянутые в донесении Маринеско, не подтверждаются немецкими документами, согласно которым какие-либо боевые действия подводных лодок кригсмарине в восточной части Балтийского моря были прекращены в середине марта 1945 года.
Ночью 26 апреля шумопеленгатором был обнаружен конвой противника. Маринеско начал маневрирование, которое не привело к выходу в атаку. 27 апреля, по докладу Маринеско, он трижды обнаруживал подводные лодки противника, причём в одном случае командир подлодки доложил, что по С-13 было выпущено 9 торпед (ни одна немецкая подводная лодка не обладала возможностью 9-торпедного залпа). Вечером того же дня акустик С-13, находившейся в надводном положении, услышал шумы транспорта, идущий в эскорте двух сторожевых кораблей и двух катеров. После сближения и визуальной идентификации конвоя Маринеско отказался от атаки, опасаясь обнаружения подлодки противником в условиях хорошей видимости. 28 апреля в подводном положении были дважды обнаружены шумы транспорта, но в обоих случаях в атаку выйти не удалось. Ночью 30 апреля находившаяся в надводном положении С-13 была атакована немецким самолётом, безуспешно сбросившим 4 бомбы. В этот же день снова фиксировался шум винтов подлодки противника. 2 мая Маринеско доложил об очередной безуспешной атаке вражеской подлодки, а также в этот же день обнаружил транспорт, атаковать который не удалось. 3 мая также был обнаружен транспорт в сопровождении двух сторожевых кораблей, и вновь С-13 не смогла его атаковать. 4 и 5 мая Маринеско отчитался о трёх контактах с вражескими подлодками, причём в одном случае С-13, находившаяся в подводном положении, была, по докладу командира, безуспешно атакована двумя торпедами. 6 мая в условиях тумана вновь не получилось сблизиться с обнаруженным шумопеленгатором транспортом, кроме того Маринеско снова отчитался о шумах подводной лодки противника.
Ночью 9 мая С-13, находясь в надводном положении, обнаружила конвой из 18 мелких судов с включёнными ходовыми огнями (тральщики, сторожевые катера, быстроходные десантные баржи), от контакта с которым Маринеско уклонился изменением курса. Ещё одна встреча с тремя малыми кораблями с тем же итогом произошла утром 10 мая. Также в течение похода С-13, по докладу Маринеско, имела несколько контактов со сторожевыми катерами и боевыми самолётами противника, от которых подводная лодка уклонялась, а противник не атаковал. Вечером 19 мая С-13 без приказа покинула боевую позицию, отойдя на север, в район между шведскими островами Эланд и Готланд. 21 мая был получен приказ от командования о возвращении на базу, и 23 мая подводная лодка вернулась в Турку.
Действия Маринеско в этом походе были негативно оценены командованием (командирами дивизиона и бригады подводных лодок, а также штабом Балтийского флота). Согласно их заключению, поставленную боевую задачу С-13 не выполнила, оценка боевого похода — неудовлетворительная. По мнению командира дивизиона подводных лодок А. Е. Орла и командира бригады подводных лодок Л. А. Курникова, атака 26 апреля была сорвана вследствие неправильных и неграмотных действий Маринеско, в результате которых С-13 вместо решительного сближения с противником стала описывать непонятные циркуляции. Атака 27 апреля сорвалась из-за того, что Маринеско вместо того, чтобы уйти в тёмную сторону горизонта, просто отказался от атаки. Причиной неудачи 28 апреля стали неправильные и нерешительные действия командира С-13, атака 2 мая сорвалась по причине неправильных и непонятных действий Маринеско. Общее заключение Льва Курникова:

1. Действия командира ПЛ на позиции неудовлетворительные. Командир ПЛ не стремился искать и атаковать противника, а, наоборот, поведение его на позиции сводилось к уклонению от конвоев и транспортов противника.
2. В результате неактивных действий командира ПЛ С-13 поставленную боевую задачу не выполнила. Оценка боевого похода ПЛ С-13 неудовлетворительная.

Сам Маринеско в послевоенные годы в личных беседах отказывался комментировать причины неудачных действий С-13 в последнем походе. Биограф Маринеско, писатель А. А. Крон высказал предположение, что на действия Маринеско в этом походе мог повлиять некий конфликт между ним и контр-адмиралом Стеценко. Факт этого конфликта не имеет каких-либо документальных подтверждений и свидетельств; историк Мирослав Морозов отмечает, что в 1942 году Стеценко подписал представление на награждение Маринеско орденом Ленина, в период его командования бригадой подводных лодок Балтийского флота Маринеско не получал серьёзных дисциплинарных взысканий, а также приводит свидетельство одного из ветеранов бригады подводных лодок о хороших отношениях между Стеценко и Маринеско.

### Итоги боевой деятельности
В ходе Великой Отечественной войны подводные лодки М-96 и С-13 под командованием Александра Маринеско выполнили шесть боевых походов, задачей пяти из которых был поиск и уничтожение кораблей противника, и одного — высадка разведгруппы. В ходе этих походов было произведено пять торпедных атак (четыре из надводного положения, одна из подводного) по четырём кораблям противника, в ходе которых было выпущено десять торпед, из которых в цель попали четыре. В результате попаданий торпед были потоплены плавказарма (бывший лайнер) «Вильгельм Густлофф» (25 484 брт) и транспорт для перевозки раненых (бывший лайнер) «Штойбен» (14 660 брт). Также одна атака была произведена при помощи артиллерии, в результате чего был повреждён транспорт «Зигфрид» (563 брт). По суммарному тоннажу потопленных кораблей противника (40 144 брт) Маринеско является лидером среди подводников советского флота. В то же время, по числу потопленных кораблей Маринеско не входит в число наиболее результативных подводников — только на Балтийском флоте по количеству подтверждённых побед его обходят девять командиров советских подводных лодок.

## После войны

### Дисциплинарные нарушения и увольнение со службы
Вечером 26 мая 1945 года Маринеско самовольно ушёл с подводной лодки в Турку, где пьянствовал и вернулся утром следующего дня, вследствие чего представление о его награждении было отозвано. 30 мая самовольная отлучка повторилась — отпущенный на два часа за покупками, Маринеско вернулся только на следующий день, в городе пьянствовал и ночевал у финнов. 31 мая командир дивизиона подводных лодок А. Е. Орёл подал рапорт вышестоящему командованию, в котором указывал на то, что Маринеско всё время пьёт (в том числе и непосредственно на подводной лодке), служебными обязанностями не занимается, дальнейшее пребывание в должности командира С-13 недопустимо, его необходимо положить в госпиталь и лечить от алкоголизма либо уволить в запас. 24 июня Маринеско во время совместной пьянки подрался с командиром плавбазы «Смольный» капитан-лейтенантом Лобановым, в результате чего Маринеско решением командира бригады подводных лодок получил четверо суток гауптвахты. 10 июля С-13 перебазировалась в Лиепаю; согласно легенде (это событие не упоминалось самим Маринеско и не имеет каких-либо документальных подтверждений) при этом на палубе С-13, совершавшей переход в надводном положении, был перевезён легковой автомобиль «Форд», купленный Маринеско в Финляндии. После прибытия в Лиепаю Маринеско, согласно протоколу заседания партийной комиссии и по мнению командира дивизиона подводных лодок, исключительно мало занимался воспитанием личного состава, систематически пьянствовал (вплоть до того, что выпивал вино, предназначенное для экипажа подлодки), совершал самовольные отлучки, встречался с неизвестными женщинами и приводил их на базу подводных лодок. Вследствие систематического злоупотребления алкоголем в этот период у Маринеско произошло несколько эпилептических припадков. Вечером 30 июля Маринеско, а также командир Щ-407 П. И. Бочаров и командир М-102 Н. С. Лесковой после пьянки на корабле самовольно ушли в Лиепаю, где продолжали пьянствовать и вернулись только ночью 1 августа. По итогам разбирательства последнего случая в политдонесении отмечалось, что «Маринеско своей недисциплинированностью и бездушным отношением к работе разлагает личный состав своего корабля и вредно действует на других командиров подводных лодок и офицеров, способствуя увеличению фактов пьянства и связи с неизвестными женщинами».
В начале августа 1945 года Маринеско был отстранён от командования С-13, были подготовлены представление о его демобилизации и негативная досрочная аттестация, однако командующий Балтийским флотом адмирал В. Ф. Трибуц предложил оставить Маринеско на службе, но понизить в звании и назначить командиром тральщика. 14 сентября 1945 года вышел приказ наркома ВМФ Н. Г. Кузнецова, в котором отмечалось: «За халатное отношение к служебным обязанностям, систематическое пьянство и бытовую распущенность командира Краснознамённой подводной лодки С-13 Краснознамённой бригады подводных лодок Краснознамённого Балтийского флота капитана 3 ранга Маринеско Александра Ивановича отстранить от занимаемой должности, понизить в воинском звании до старшего лейтенанта и зачислить в распоряжение военного совета этого же флота». Позднее Маринеско утверждал, что, узнав о разжаловании, добился личной встречи с наркомом, что не имеет документальных подтверждений и отрицалось самим Кузнецовым. 18 октября 1945 года Маринеско был назначен командиром тральщика Т-34, но уже 20 ноября того же года после личной беседы с заместителем наркома ВМФ по кадрам вице-адмиралом П. С. Абанькиным, на которой Маринеско просил о переводе в подводный флот и получил отказ, был уволен в запас по собственному желанию. Осенью 1945 года Маринеско окончательно разошёлся с первой женой, уйдя жить к той женщине, с которой он встречался в блокадном Ленинграде.

### После увольнения с военно-морского флота
В январе 1946 года Маринеско устроился на работу в Балтийское государственное морское пароходство, скрыв факт разжалования в военно-морском флоте с понижением в звании и должности. В пароходстве Маринеско работал старшим помощником и вторым помощником капитана на пароходах «Отто Шмидт», «Севан», «Ялта», «Грибоедов» и «Пулково». В период работы в пароходстве Маринеско неоднократно переводился в резерв с соответствующим понижением зарплаты (что практиковалось при нарушениях дисциплины, в одном случае причиной двухмесячного нахождения в резерве стал выход Маринеско на вахту в состоянии сильного опьянения), а также неудачно прошёл переаттестацию, после чего был понижен в должности со старшего помощника до второго помощника. В августе 1948 года Маринеско был уволен из Балтийского пароходства. По словам самого Маринеско, записанным Кроном, он уволился по состоянию здоровья (ухудшение зрения). Согласно документам, Маринеско уволился по собственному желанию после назначения старшим помощником на находящийся в долгосрочном ремонте лайнер «Адмирал Нахимов». 20 марта 1947 года вступил в брак с Валентиной Ивановной Громовой. С октября 1948 по декабрь 1949 года — заместитель директора Ленинградского НИИ переливания крови по административно-хозяйственной части. 14 декабря 1949 года Маринеско был осуждён на три года лишения свободы по ст.109 УК РСФСР (злоупотребление служебным положением). Основанием для приговора стало хищение двух тонн торфяных брикетов (обнаруженных в ходе обыска на квартире Маринеско) и 240 кг конского волоса, предназначенного для утепления института (который Маринеско сдал в приёмный пункт утильсырья, а деньги прогулял на новогодние праздники), а также за присвоение принадлежащей институту кровати. Кроме того, он был осуждён согласно Указу Президиума Верховного Совета СССР от 26 июня 1940 года за два дня прогула без уважительных причин (прогул без уважительных причин в СССР в 1940—1956 годах являлся уголовным преступлением). Наказание отбывал в Ванинском исправительно-трудовом лагере Дальстроя. Досрочно освобождён за хорошее поведение 10 октября 1951 года. С ноября 1951 по ноябрь 1952 года работал топографом Онежско-Ладожской геофизической экспедиции. Несмотря на осуждение, по стечению обстоятельств Маринеско не был исключён из членов ВКП(б).
С ноября 1952 по июнь 1953 года официально нигде не работал. 27 марта 1953 года в рамках амнистии после смерти Сталина судимость с Маринеско была снята. В июне 1953 года Маринеско устроился на своё последнее место работы, где он продолжал числиться вплоть до смерти — на завод по производству радиодеталей «Мезон». Там он занимал должности диспетчера производственного отдела, старшего диспетчера, руководителя группы по обеспечению материалами капитального строительства, старшего техника отдела снабжения. В период работы допускал прогулы по причине злоупотребления алкоголем, за что получал строгие выговоры. В августе 1953 года в семье Маринеско родилась дочь Татьяна. С 1 октября по 25 декабря 1953 года проходил военные сборы в качестве дублёра командира подводной лодки С-20, входившей в состав 17-й дивизии подлодок Балтийского флота. По мнению Мирослава Морозова, эта стажировка была попыткой Маринеско вернуться на воинскую службу, в которой ему поспособствовал бывший начальник — капитан 1-го ранга Е. Г. Юнаков, на тот момент занимавший должность начальника штаба 17-й дивизии. Попытка оказалось неудачной — по итогам стажировки командиром 156-й бригады подводных лодок контр-адмиралом Н. И. Морозовым была подготовлена аттестация, в которой отмечалось, что Маринеско подготовлен недостаточно хорошо, многое забыл, имели место выпивки с бывшими сослуживцами; должности командира подводной лодки не соответствует из-за недостаточной требовательности к себе и подчинённым, а также низких моральных качеств.
Благодаря хлопотам друзей Маринеско 26 ноября 1960 года вышел приказ министра обороны, согласно которому отменялись пункты приказов об отстранении Маринеско от должности командира С-13, снижении в звании, назначении его командиром тральщика и увольнении по собственному желанию. Таким образом, ему возвращалось звание капитана 3 ранга, а уволенным со службы он теперь считался по причине сокращения штатов; при этом размер его пенсии остался неизменным. В 1962 году по месту работы Маринеско ревизия выявила финансовые нарушения — для того, чтобы получать пенсию в полном объёме (её размер зависел от размера заработка), Маринеско за девять лет предоставил 15 поддельных справок. За это в апреле 1962 года он был приговорён судом к двум годам лишения свободы условно, а также к возврату незаконно полученных средств в виде удержания 20 % от доходов. Весной 1962 года распалась и вторая семья Маринеско, после чего для содержания малолетней дочери ему пришлось выплачивать алименты. Также с него по решению суда взыскивались алименты в пользу престарелой матери. В результате Маринеско оказался в тяжёлом материальном положении — почти вся зарплата и небольшая пенсия (70 % от них) уходили на алименты и выплаты по исполнительному листу. В том же 1962 году Маринеско начал жить с Валентиной Александровной Филимоновой, не оформляя брака официально. В конце 1962 года у Маринеско был диагностирован рак пищевода, его материальное положение ещё более ухудшилось — к выплатам по решению суда добавились затраты на лечение. После обращения Александра Крона подводнику стал помогать адмирал флота И. С. Исаков, отправлявший Маринеско по 100 рублей в месяц.
Мне довелось на день ВМФ вручить модель подводной лодки Герою Советского Союза капитану 1 ранга И. В. Травкину. Рядом стоял в гражданском костюме, с единственной «лодочкой» на лацкане пиджака и без всяких наград, сухощавый человек, из горла которого доносились хриплые и почти булькающие, едва разборчивые слова. Это был капитан 3 ранга А. И. Маринеско. Многие почему-то говорили, что он — единственный среди всех нас герой. Позже я многое узнал о нём — а самое печальное, что через четыре месяца его не стало.по воспоминаниям капитана 1-го ранга Н. С. Якубовского
 25 ноября 1963 года Александр Иванович Маринеско скончался в Ленинграде и был похоронен на Богословском кладбище (3 уч.).

## Признание

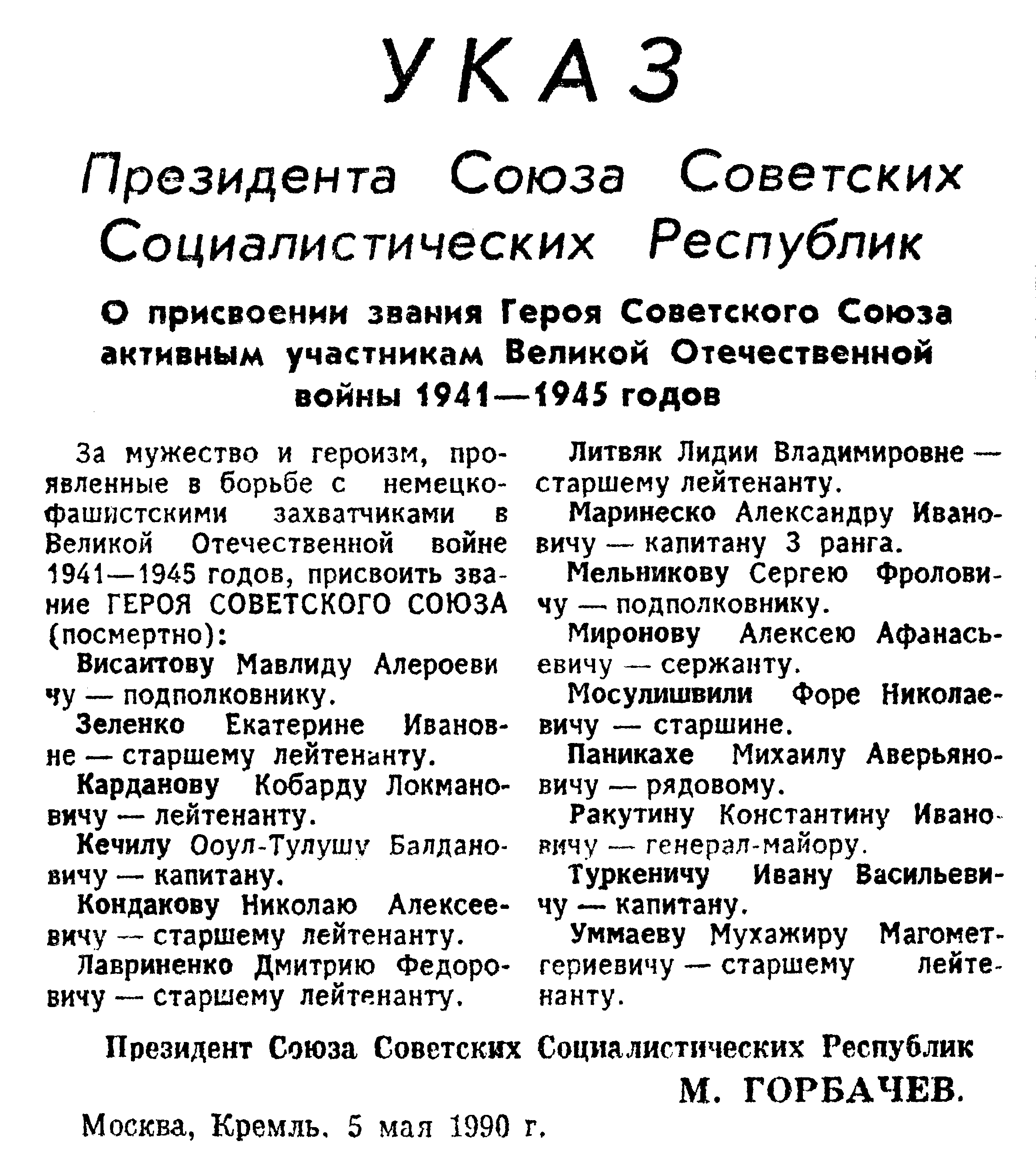
Указ Президента СССР о присвоении Александру Маринеско звания Героя Советского Союза

29 мая 1959 года в Кронштадте состоялась первая встреча ветеранов-подводников Балтийского флота. На встрече были впервые озвучены данные по фактическим потерям немецкого флота от действий подводных лодок противника, опубликованные журналом «Марине-Рундшау», которые свидетельствовали о том, что советские подводники потопили только три судна водоизмещением более 10 тысяч тонн, причём два из них приходятся на счёт Маринеско. Летом 1960 года между Маринеско и писателем А. А. Кроном завязалась дружба, что позволило Крону записать беседы с Маринеско, которые впоследствии легли в основу его книги «Капитан дальнего плавания». В том же году Крон опубликовал статью о Маринеско в «Литературной газете», в результате о подводнике стало известно широкой общественности. Ещё большую известность Маринеско получил после посвященного ему выпуска телеальманаха «Подвиг», вышедшего в октябре 1963 года.
В 1965 году в журнале «Советский Союз» была опубликована статья адмирала И. С. Исакова, в которой описывалось потопление «Вильгельма Густлоффа» и «Штойбена». Незадолго до своей смерти в 1967 году Исаков передал свою подборку материалов о Маринеско адмиралу Н. Г. Кузнецову, который в 1968 году опубликовал в журнале «Нева» статью о Маринеско, в которой, высоко оценивая результаты боевой деятельности подводника, также отмечал и его проблемы с воинской дисциплиной. В 1960-х — начале 1980-х годов в советской печати периодически публиковались статьи о Маринеско как позитивного, так и критического характера. В 1984 году, уже после смерти А. А. Крона, вышла его книга «Капитан дальнего плавания», посвящённая Маринеско. В 1986 году в Лиепае на территории базы подводных лодок на деньги моряков был установлен памятник, на котором имелась надпись: «Героическому экипажу Краснознамённой подводной лодки „С-13“, его боевому командиру Маринеско А. И.». Через две недели с памятника сняли фамилию Маринеско и слово «Героическому». Этот факт был использован редакцией газеты «Известия», которая за два года выпустила семь статей о Маринеско; ответные статьи критического характера публиковала газета Балтийского флота «Страж Балтики». В конце 1980-х годов движение за присвоение Маринеско звания Героя Советского Союза усилилось, с таким предложением выступил ряд общественных организаций, в частности в 1987 году обращение по этому поводу было направлено Союзом писателей СССР. 27 апреля 1988 года приговор 1949 года был отменён судом, как было указано в постановлении, за отсутствием в действиях Маринеско состава преступления. Это, по мнению сторонников прославления Маринеско, сняло препятствие для посмертного награждения подводника. В то же время общественности не было известно о втором уголовном деле, сведения о котором имелись в военкоматовском личном деле. В конце 1989 года в Ленинграде был создан Комитет в защиту Маринеско, выступавший за присвоение подводнику звания Героя Советского Союза и собравший в поддержку этой инициативы более 40 тысяч подписей. 5 мая 1990 года, учитывая многочисленные обращения общественных организаций и ветеранов, поддержанные руководством Министерства обороны СССР, Указом Президента СССР Михаила Горбачёва Александру Ивановичу Маринеско было посмертно присвоено звание Героя Советского Союза.

## Оценки
Оценки деятельности Маринеско в первую очередь связаны с результатами пятого боевого похода — потоплением «Вильгельма Густлоффа» и «Штойбена», что вывело его на лидирующие позиции среди советских подводников по суммарному тоннажу потопленных кораблей и судов противника. Первая оценка значения атаки, основанная на докладе Маринеско и неточных сообщениях финской и шведской прессы, была дана командиром дивизиона подводных лодок Балтийского флота А. Е. Орлом в наградном листе на присвоение Маринеско звания Героя Советского Союза, написанном в 27 февраля 1945 года:

30 января 1945 года, находясь на подступах к Данцигской бухте, командир ПЛ С-13 обнаружил, преследовал и тремя торпедами утопил шедший из Данцига немецкий лайнер «Вильгельм Густлов»… Во время потопления на борту лайнера находилось свыше 8000 человек, из них 3700 человек обученных специалистов-подводников… Потоплением лайнера «Вильгельм Густлов» нанесён непоправимый удар по подводному флоту фашистской Германии, так как при потоплении погибло такое количество обученных специалистов-подводников, которого было бы достаточно для укомплектования 70 подводных лодок среднего тоннажа. Этим ударом подводная лодка С-13 сорвала планы фашистских захватчиков на море… Продолжая действовать на коммуникациях противника, командир ПЛ С-13 9 февраля 1945 года ночью обнаружил немецкий крейсер типа «Эмден», шедший в охранении 3 эсминцев. Несмотря на сильное охранение, капитан 3 ранга Маринеско, умело маневрируя в течение 4,5 часов, настойчиво преследовал противника и добился победы… Потопление крейсера типа «Эмден» лишило германский флот крупного бронированного корабля с сильным артиллерийским вооружением.

В 1965 году в журнале «Советский Союз» вышла статья адмирала И. С. Исакова, часть которой была посвящена Маринеско. В ней утверждалось (опять же со ссылкой на шведскую и финскую прессу), что на «Густлоффе» погибло «до шести тысяч нацистов, в том числе две тысячи квалифицированных подводников», в результате чего Адольф Гитлер впал в бешенство, приказал объявить в Германии трёхдневный траур, расстрелять начальника эскорта, а также объявил Маринеско «врагом рейха № 1» и назначил крупную сумму за его поимку. В целом гибель «Густлоффа» характеризовалась как «национальная катастрофа». Также в статье указывалось, что на «Штойбене» «удирали подводники, СС и гестаповцы». По оценке Исакова, «ни один английский и американский подводный ас не имел таких побед, это своеобразный мировой рекорд».
В статье адмирала Н. Г. Кузнецова, вышедшей в журнале «Нева» в 1968 году и полностью посвященной пятому боевому походу С-13, а также личности Маринеско, упоминания о шведской и финской прессе отсутствуют, вся информация преподносится как фактическая. Помимо утверждений об объявленном в Германии после гибели «Густлоффа» трауре и расстреле командира конвоя, в ней утверждалось, что «половину пассажиров лайнера составляли высококвалифицированные специалисты — цвет фашистского подводного флота», на лайнере находились «гитлеровские сановники, спасающие свою шкуру, офицеры военного флота, СС и полиции», а в целом в результате потопления «Густлоффа» и «Штойбена» «Александр Маринеско уничтожил восемь тысяч гитлеровцев. Полноценная дивизия! Да ещё какая дивизия! Отборные офицеры, первоклассные специалисты — подводники, эсэсовцы, фашистские бонзы». Также утверждалось, что атака происходила в жестокий шторм, а «Вильгельм Густлофф» шёл в составе конвоя с сильным охранением, в состав которого входили крейсер «Адмирал Хиппер», миноносцы и тральщики. В целом действия Маринеско были охарактеризованы как «изумительный подвиг, который в то время не был оценён по заслугам», «в борьбе за Родину он проявил себя настоящим героем». При этом одновременно описывались проблемы Маринеско с дисциплиной, приведшие к его увольнению с военно-морского флота.
Эти тезисы в дальнейшем неоднократно повторялись и развивались в многочисленных советских, а затем и российских публикациях мемуарного и публицистического плана, вплоть до настоящего времени (2022 год). Потопление «Вильгельма Густлоффа» в них стали называть «атакой века» (иногда ссылаясь на то, что так атаку якобы называли зарубежные историки), а Маринеско — «подводником № 1». Тот факт, что Маринеско при жизни не был удостоен звания Героя Советского Союза, был вскоре после войны уволен с флота и закончил жизнь в нищете, в некоторых публикациях такого рода объяснялся завистью и местью вышестоящих начальников и политработников. Из мемуаров и публицистики подобные оценки попали и в официальные документы, в частности в наградном листе на звание Героя Советского Союза, подготовленном в 1990 году Комитетом в защиту Маринеско, указано, что на борту «Густлоффа» находились 3700 обученных специалистов-подводников, а на «Штойбене» — большое количество военной техники. По мнению председателя Ассоциации моряков-подводников Евгения Лившица, атака Маринеско имела стратегическое значение: «Во второй половине 1944 года немцы ввели в строй до 100 новых подлодок, которые охотились за караванами американских и английских судов. Ещё более массированная атака могла бы привести к закрытию Второго фронта, к переброске соединений вермахта на Восточное направление. Подвиг, совершенный Маринеско и его экипажем, по сути, отнял последнюю надежду рейха в войне и, более того, спас английский и американский флоты от гигантских потерь». По мнению военного историка Мирослава Морозова, отличительной особенностью этих тезисов и оценок является игнорирование исследований зарубежных историков и немецких архивных материалов, завышение достигнутых атаками С-13 результатов и преувеличение трудностей, с которыми сталкивалась подлодка.
В работах советских военных историков, имевших возможность с 1960-х годов ознакомиться с опубликованными на Западе документами, касающимися результатов атак С-13 (в первую очередь, с работами Х. Шёна, первая книга которого была опубликована в 1952 году), преобладал более сдержанный подход. В частности, доктор исторических наук В. И. Ачкасов в статье «Действия Краснознамённого Балтийского флота на коммуникациях противника в 1944—1945 гг.», опубликованной в 1975 году, отмечает, что на «Вильгельме Густлоффе» находилось большое количество беженцев, а также 1300 подводников и более 1000 солдат, воздерживаясь от каких-либо оценок.
Современная российская историография Маринеско представлена работами кандидата исторических наук, профессора кафедры истории военно-морского искусства Военно-морской академии Виталия Доценко и кандидата исторических наук, специалиста по истории военно-морского флота Мирослава Морозова. Виталий Доценко отмечает, что информация об объявлении в Германии после потопления «Вильгельма Густлоффа» траура и занесении Маринеско в список личных врагов Гитлера не имеет никаких документальных подтверждений и относится к разряду легенд. По его мнению, какого-либо существенного влияния на ход войны атака С-13 не оказала, а называть уничтожение «Густлоффа» «атакой века» нет оснований, поскольку подводники других стран выполняли атаки как более сложные в тактическом отношении, так и более значительные по результатам. В частности, 22 сентября 1914 года немецкая подводная лодка U-9 потопила сразу три английских броненосных крейсера общим водоизмещением более 36 000 т, 14 октября 1939 года немецкая подлодка «U-47» уничтожила английский линкор «Роял Оук» (33 500 т) прямо в охраняемой базе Скапа-Флоу, 29 ноября 1944 года американская подводная лодка «Арчерфиш» потопила японский авианосец «Синано» водоизмещением 71 890 т. Также Виталий Доценко полагает, что само использование определения «подводник № 1» некорректно, поскольку принижает других командиров советских подводных лодок, в том числе тех, кто уступает Маринеско по показателю общего тоннажа потопленных кораблей, но превосходит его по другим показателям — количеству боевых походов, числу потопленных судов, расходу торпед на одно потопленное судно, проценту результативных выходов и т. п. Он отмечает, что в других странах сочли неэтичным выделять своего «подводника № 1», при том что многие командиры подводных лодок добились выдающихся достижений — например, в немецком флоте тридцать четыре командира-подводника достоверно превысили личную планку в 100 000 брт потопленного тоннажа, семь подводных лодок достоверно потопили более 200 000 брт каждая, во флоте США более 10 подводных лодок приблизились к суммарному тоннажу потопленных кораблей в 100 тысяч тонн, либо превысили его.
Мирославом Морозовым (совместно с соавторами) в вышедшей в 2015 году (и переизданной с дополнениями в 2022 году) книге «Подводник № 1 Александр Маринеско. Документальный портрет» был введён в научный оборот большой объём архивных документов как с советской, так и с немецкой стороны, касающихся биографии и боевой деятельности Александра Маринеско. Мирослав Морозов соглашается с тезисами Виталия Доценко и отмечает, что информация о бурной реакции Гитлера на потопление «Вильгельма Густлоффа» (объявление в Германии траура, расстрел командира конвоя, внесение Маринеско в список личных врагов фюрера) не соответствует действительности. Как свидетельствует стенограмма совещания в ставке Гитлера по военно-морским вопросам от 31.01.1945, на гибель «Вильгельма Густлоффа» фюрер отреагировал равнодушно, ограничившись приказом командованию люфтваффе усилить борьбу с советскими подводными лодками на Балтийском море. Чисто военное значение уничтожения «Вильгельма Густлоффа» было невелико — из 390 погибших курсантов-подводников было нельзя сформировать ни одного экипажа подводной лодки, поскольку они нуждались ещё как минимум в полугодичном курсе подготовки только в учебной дивизии (и ещё примерно столько же на своём боевом корабле после формирования экипажей) и в любом случае не успели бы выйти в море до завершения войны. При этом 16-ти погибших офицеров, учитывая их специальности, было бы достаточно для того, чтобы заполнить офицерские должности в экипаже всего одной подводной лодки. Для самого «Вильгельма Густлоффа» это в любом случае был последний выход в море — по причине острого дефицита дизельного топлива, на котором работали его двигатели, корабль должен был встать на прикол в Киле и использоваться в качестве плавучей казармы; там он, как и большое количество немецких кораблей и судов (включая однотипный лайнер «Роберт Лей»), с большой долей вероятности был бы потоплен в результате массированных налётов английской авиации на немецкие порты в марте-апреле 1945 года. При этом потеря «Штойбена» была для немцев гораздо более болезненной, поскольку он оставался единственным быстроходным судном для транспортировки раненых из района Данцигской бухты. Как Доценко, так и Морозов отмечают, что «Вильгельм Густлофф» и «Штойбен» являлись легитимными военными целями, с чем согласны и современные немецкие историки.
По мнению Мирослава Морозова, с тактической точки зрения атака «Вильгельма Густлоффа» была совершена в простых, практически «полигонных» условиях: в надводном положении при приемлемых погодных условиях (волнение и ветер 3-4 балла), по крупной, не маневрирующей цели и в отсутствие какого-либо противодействия противника. В связи с этим её детальное описание не приводится в сборниках тактических примеров военно-морского флота и книгах по истории военно-морского искусства. Выход в атаку «со стороны берега», приводимый в некоторых публикациях как пример особого тактического мастерства Маринеско, не заслуживает такой оценки, поскольку расстояние до берега в месте атаки составляло 22 километра, что совершенно не исключало появления подводных лодок с любых направлений, в связи с чем охранение немецких конвоев, проходящих по данному фарватеру, располагалось со всех сторон от охраняемых транспортов. Кроме того, С-13 на момент обнаружения «Вильгельма Густлоффа» находилась ближе к берегу и такое положение сохранялось всё время атаки, то есть каких-то отдельных манёвров для выхода в атаку со стороны берега Маринеско не производил, такая ситуация сложилась естественным образом. Успех С-13, по мнению Морозова, в значительной степени является следствием удачи — в ночь атаки в море в пределах одного узкого фарватера недалеко от советской подлодки находились тяжёлый крейсер и четыре лайнера тоннажом более 10 тысяч тонн каждый, при этом «Вильгельм Густлофф» шёл практически без охранения. При этом атака «Штойбена» осуществлялась в значительно более сложных условиях и гораздо лучше характеризует тактическое мастерство Маринеско — по продолжительности преследования цели и проявленной командиром подлодки настойчивости данный эпизод не имеет аналогов в советском подводном флоте.

## Семья
- Первый брак с Карюхиной Ниной Ильиничной продлился с ноября 1932 года по осень 1945 года[80].
  - дочь Леонора (08.10.1933 — 18.09.2018)[8][80].
    - две внучки (живут в Одессе)[81]
- Второй брак с Громовой Валентиной Ивановной продлился с 20 марта 1947 года по весну 1962 года[80].
  - дочь Татьяна (01.08.1953 — 18.06.2017)[82][80].
    - три внучки — Елена, Валентина (живут в Санкт-Петербурге)[81], Александра (ум. 2020)

  - Приёмный сын Борис (старший брат Татьяны от первого брака матери)
- Третий брак с Филимоновой Валентиной Александровной официально зарегистрирован не был. Продлился с 1962 года до смерти Маринеско в 1963 году[80].

## Награды
- Герой Советского Союза (5 мая 1990 года, посмертно; медаль «Золотая Звезда» № 11617)[83][84];
- Два ордена Ленина (3 сентября 1942 года, 5 мая 1990 года)[85];
- Два ордена Красного Знамени (21 ноября 1944 года, 13 марта 1945 года)[86];
- Медаль «За боевые заслуги» (3 ноября 1944 года, за выслугу лет)[87];
- Медаль «За оборону Ленинграда»[83];
- Медаль «За взятие Кёнигсберга»[83][прим. 2];
- Медаль «За победу над Германией в Великой Отечественной войне 1941—1945 гг.»[83].

## Память

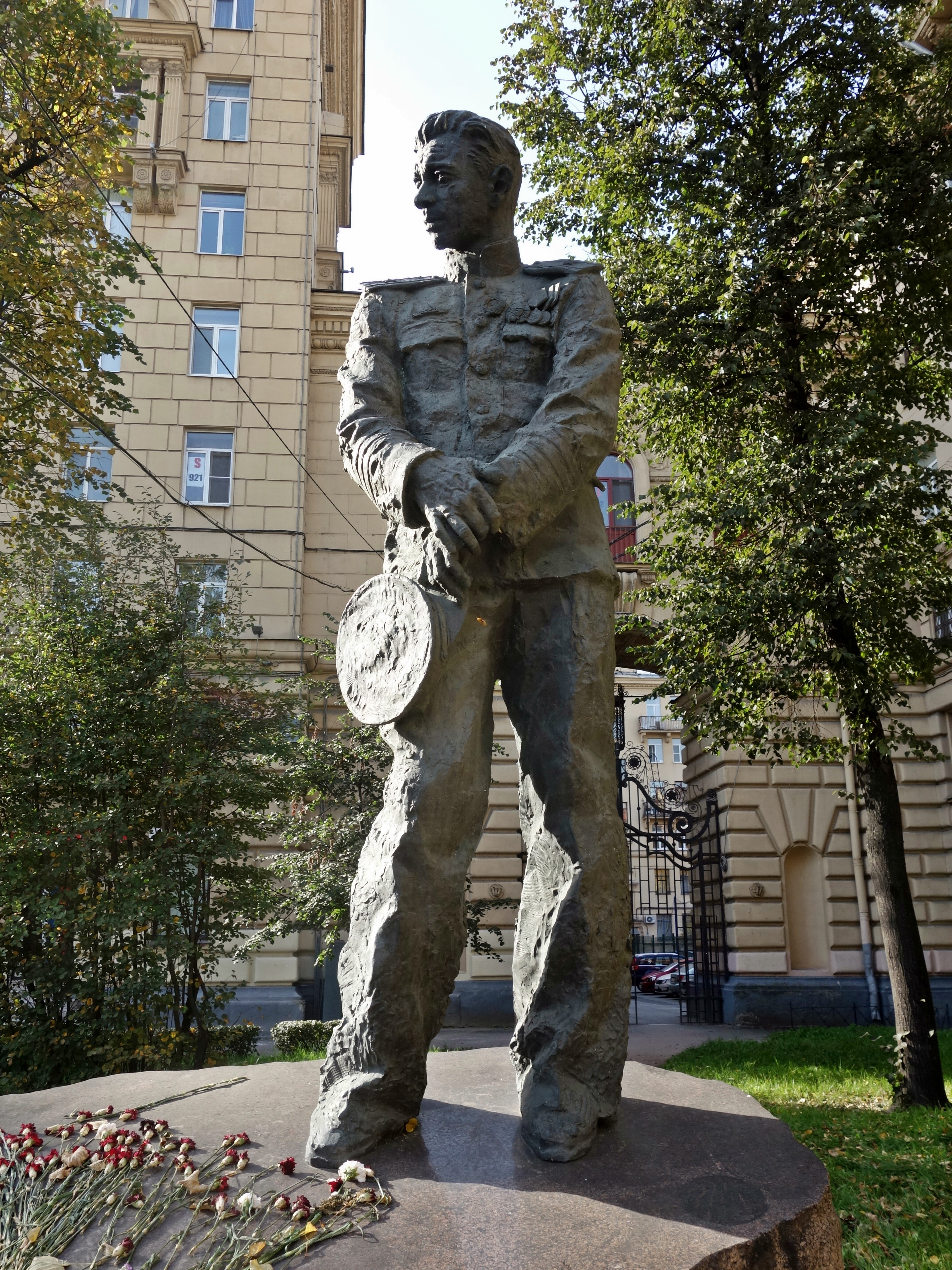
Памятник в сквере Александра Маринеско в Санкт-Петербурге

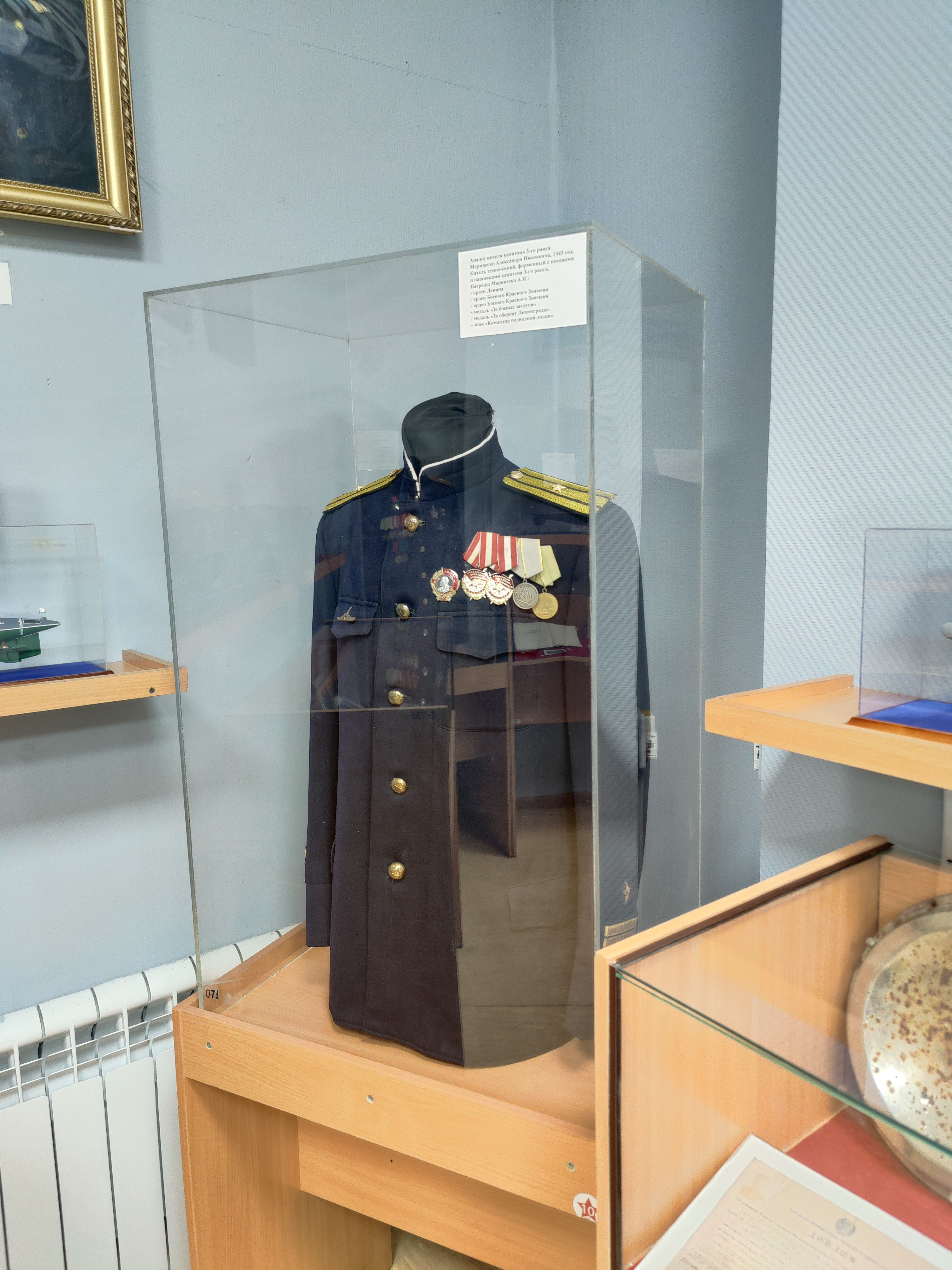
Аналог кителя Александра Ивановича (на 1945 год) в музее истории военных сил имени Маринеско

### Памятник, скульптура
- Кронштадт (с 1995 года, перенесён из Лиепаи, где был открыт на территории базы 14-й ЭскПЛ в 1986 году)[88]
- Санкт-Петербург (бюст, открытый в 1990 году[89], и памятник, сооружённый в 2013 году[90])
- Калининград (в 2001 году)[91]
- Михайловск (в 2018 году)[92]
- Севастополь (в 2019 году, бюст)[93],
- Кишинёв (в 2021 году)[94],
- Одесса (в 1999 году)[95]
- Лохвица[94].
- Встречающаяся в ряде публикаций информация о наличии памятника (или бюста) Маринеско в Портсмуте не соответствует действительности[91][34].
- Мемориальные доски установлены в Кронштадте[96], Санкт-Петербурге[97], Москве[98], Ванино[99], Одессе (три — на доме, зданиях школы (разбита вандалами 23 мая 2025 года[100]) и мореходного училища)[101][102][103].

Имя Маринеско присвоено улице (ранее улица Строителей, переименована в 1990 году) и скверу (в 2023 году) в Санкт-Петербурге, улицам в Севастополе, Одессе (спуск Маринеско), Кишинёве, набережной в Калининграде (в 1990 году). Также его имя носят Музей подводных сил России в Санкт-Петербурге, Одесское мореходное училище, электропоезд ЭР9М-537 Одесской железной дороги, речной сухогруз.

### Музеи
- В одесской школе № 105 и севастопольской школе № 61 созданы музеи, посвящённые Александру Маринеско[113][114].

- Музей имени Александра Маринеско в посёлке Черский Якутии России

### Фильмы и книги
Жизни и деятельности Александра Маринеско посвящено большое количество статей и книг. Большинство из книг написаны в жанре документальных повестей, в частности это книга А. А. Крона «Капитан дальнего плавания», ряд книг В. С. Геманова («Подвиг С-13», «Удар, потрясший рейх», «Александр Маринеско. Книга жизни» и другие), книга Н. Н. Титоренко «Личный враг Адольфа Гитлера». Работы профессиональных историков представлены книгами Морозова М. Э., Свисюка А. Г., Иващенко В. Н. «Подводник № 1 Александр Маринеско. Документальный портрет» и Доценко В. Д., Макарова С. И., Щербакова В. Н. «Александр Иванович Маринеско. Правда и вымысел».
Некоторые эпизоды биографии Маринеско были использованы в сценариях художественных фильмов «О возвращении забыть» (1985 год) и «Первый после Бога» (2005 год).